# Georg Pöhle
Georg Pöhle (* 28. September 1994 in Finsterwalde) ist ein deutscher Handballspieler. Pöhle steht seit 2025 bei der HBW Balingen-Weilstetten unter Vertrag. Er spielt auf der Position linker Rückraum.

## Karriere
Mit 18 Jahren wechselte er vom LHC Cottbus zum TBV Lemgo und spielte dort nach der Jugend für die 2. Mannschaft in der 3. Liga. Im Jahr 2015 holte er mit der Hochschulmannschaft der Universität Bielefeld Bronze bei den deutschen Hochschulmeisterschaften im Handball. In der Saison 2015/16 spielte er durch ein Zweitspielrecht für den Zweitligisten TUSEM Essen. Ab Sommer 2016 spielte er für den Zweitligisten TV Emsdetten. In der Saison 2016/17 war er mit 225 Toren drittbester Torschütze der Saison. Nach zwei Spielzeiten wechselte er 2018 zur HSG Nordhorn-Lingen. 2019 stieg er mit Nordhorn direkt in die 1. Bundesliga auf. In der Saison 2019/20 belegten sie den letzten Platz, durch die COVID-19-Pandemie gab es jedoch keinen Absteiger. In der Folgesaison stiegen er mit der HSG dann wieder in die 2. Bundesliga ab. Im Sommer 2025 wechselte er zum HBW Balingen-Weilstetten.

## Privat
Pöhle besuchte von 2007 bis 2013 die Sportschule Cottbus. Im Jahr 2014 absolvierte er sein Abitur am Lemgoer Marianne-Weber-Gymnasium.